# درايموند واشنطن
درايموند واشنطن (بالإنجليزية: Draymond Washington)‏ هو لاعب كرة قدم أمريكي في مركز الدفاع، ولد في 17 يوليو 1990 في بوتوماك في الولايات المتحدة. لعب مع Tampa Bay Rowdies ‏.